# Isotomodes sexsetosus
Isotomodes sexsetosus is een springstaartensoort uit de familie van de Isotomidae. De wetenschappelijke naam van de soort is voor het eerst geldig gepubliceerd in 1963 door da Gama.